# Neck-thru

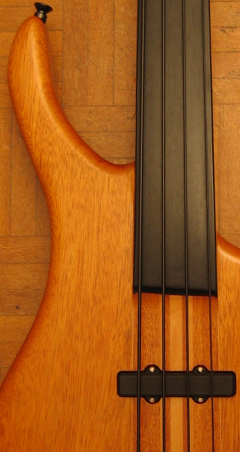
Ein bundloser E-Bass mit durchgehendem Hals. Der helle Holzstreifen in der Mitte des Korpus und die Streifen rechts und links davon sind Teile der Halskonstruktion.

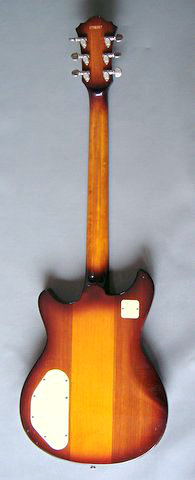
Rückseite einer Gitarre mit durchgehendem Hals von Ibanez

Neck-thru bezeichnet eine besondere Konstruktionsform von E-Gitarren und E-Bässen. Die deutschsprachige Entsprechung lautet durchgehender Hals
Der Hals derart konstruierter Instrumente ist nicht am Übergang zum Korpus mit diesem verschraubt (englisch bolt-on) oder in diesen eingeleimt (set neck), sondern läuft durch den gesamten Korpus hindurch. Der Korpus selbst besteht bei dieser Konstruktionsform aus zwei „Flügeln“ (entweder in Massivbauweise oder mit Hohlkörpern versehen), die rechts und links an den durchgehenden Hals angeleimt werden. Die Tonabnehmer und Steg solcher Instrumente sind, sofern keine zusätzliche Korpusdecke verbaut wird, direkt auf dem im Korpus liegenden Teil des durchgehenden Halses montiert. Der Montage des Stegs auf der verlängerten Halskonstruktion wird ein gegenüber anderen Bauformen verbessertes Sustain zugesprochen. Der Grund dafür ist, dass die Schwingungen, die die Saiten auf den Hals beziehungsweise auf den Korpus übertragen, nicht von einem Hals-Korpus-Übergang gedämpft werden können. Der Unterschied zum Sustain hochwertiger Instrumente mit verschraubtem oder eingeleimtem Hals ist jedoch nur schwer feststellbar. Ein weiterer Vorteil kann die bessere Spielbarkeit in höheren Lagen sein.
Ein offensichtlicher Nachteil von Instrumenten mit Neck-thru ist es, dass der Hals z. B. im Falle eines Halsbruches nicht einfach ausgetauscht werden kann.
Eine der frühesten bekannten E-Gitarren in Neck-thru-Bauweise wurde im Jahr 1947 oder 1948 von Paul Bigsby und dem Country-Musiker Merle Travis gebaut, die Bigsby/Travis-Gitarre. Die Neck-thru-Konstruktion ist auch ein charakteristisches Merkmal von E-Gitarren und E-Bässen des US-amerikanischen Herstellers Rickenbacker, es gibt jedoch auch zahlreiche andere Gitarrenbau-Unternehmen, die diese Konstruktionsweise anwenden. Bedeutende E-Bass-Modelle mit Neck-thru-Konstruktion sind der 1961 vorgestellte Rickenbacker 4001 sowie der seit 1971 gebaute Alembic Series I sowie die Modell NS-1 und NS-2 von Spector.